# Frans Debruijn
Marie Franciscus (Frans) Debruijn (Sittard, 17 januari 1917 – aldaar, 3 maart 2004) was een Nederlands voetbaldoelman, -trainer en -bestuurder.
Debruijn, die Belgische voorouders heeft en wiens naam destijds als Debruijne geschreven werd, was veertien jaar als doelman actief bij Sittardse Boys. Hij werd opgevolgd door Frans de Munck. Debruijn was trainer in het amateurvoetbal en trainde in het (semi-)profvoetbal Sittardia, Rapid JC, wederom Sittardia, Willem II, Helmond Sport en FSC. Nadat hij nog twee jaar als assistent van Jacques de Wit gefungeerd had bij Helmond Sport vond hij geen nieuw emplooi meer in het profvoetbal. In 1972 ging hij de amateurs van RKSV Liessel trainen en ging werken op het assurantiekantoor van de voorzitter. Medio jaren 1980 verhuisde hij terug naar Sittard.

Naast het voetbal was hij materiaalcontroleur bij De Staatsmijnen op de staatsmijn Maurits en ging in 1972 met pensioen. Debruijn was actief bij de VVON (Vereniging van Voetbaloefenmeesters in Nederland) waarvan hij tussen 1977 en 1987 als voorzitter fungeerde. Daarnaast zat hij in het bestuur van de Unie van Europese voetbaltrainers en namens de KNVB in de Stichting Arbeidszaken van het ministerie van Sociale Zaken (SABV) en was hij lid van de commissie van de trainersopleiding.
In 1983 kreeg hij in Deurne de Eremedaille in goud in de Orde van Oranje-Nassau. 